# Římskokatolická farnost Lomnice nad Popelkou
Římskokatolická farnost Lomnice nad Popelkou je územním společenstvím římských katolíků v rámci jilemnického vikariátu královéhradecké diecéze.

## O farnosti

### Historie
Duchovní správa v Lomnici existovala nejpozději od 14. století. Původní dřevěný kostelík shořel v roce 1590. Poté byl postaven již kostel kamenný, který sloužil až do roku 1781. V letech 1781-1782 byl pak postaven kostel nový, podle projektu Antona Teimera. Budova fary pochází z roku 1742.

### Duchovní správci
- 1964 – 1978 R.D. Josef Žemlička (16. 2. 1926 – 14. 8. 1978 ) (administrátor), zemřel tragicky při autonehodě
- 1978 – 1983 R.D. Václav Hejčl (administrátor)
- 1983 – 1990 R.D. Jiří Koudelka (20. 3. 1936 – 1. 12. 1999) (administrátor)
- 1990 – 1991 R.D. Antonín Kindermann (18. 1. 1933 – 26. 5. 1995) (administrátor)
- 1991 – 2006 R.D. Mgr. Václav Hušek (19. 4. 1939 – 16. 4. 2017) (farář)
- 2006 – současnost R.D. Mgr. Evermod Jan Sládek, O.Praem (administrátor)

### Současnost
Farnost má sídelního duchovního správce, který je zároveň administrátorem ex currendo v neobsazených farnostech Libštát a Nová Ves nad Popelkou.
| Kostel                           | Místo                | Bohoslužba             | Bohoslužba             | Poznámka        |
| -------------------------------- | -------------------- | ---------------------- | ---------------------- | --------------- |
| Kostel Nanebevstoupení Páně      | Bezděčín             | neslouží se pravidelně | neslouží se pravidelně | filiální kostel |
| Kostel Proměnění Páně            | Chlum                | neslouží se pravidelně | neslouží se pravidelně | filiální kostel |
| Kostel svatého Mikuláše          | Lomnice nad Popelkou | neděle úterý pátek     | 9.30 18.00             | farní kostel    |
| Kostel svatého Jana Křtitele     | Lomnice nad Popelkou | neslouží se pravidelně | neslouží se pravidelně | filiální kostel |
| Kostel Panny Marie Sedmibolestné | Nové Dvory           | neslouží se pravidelně | neslouží se pravidelně | filiální kostel |